# Krabbendijke

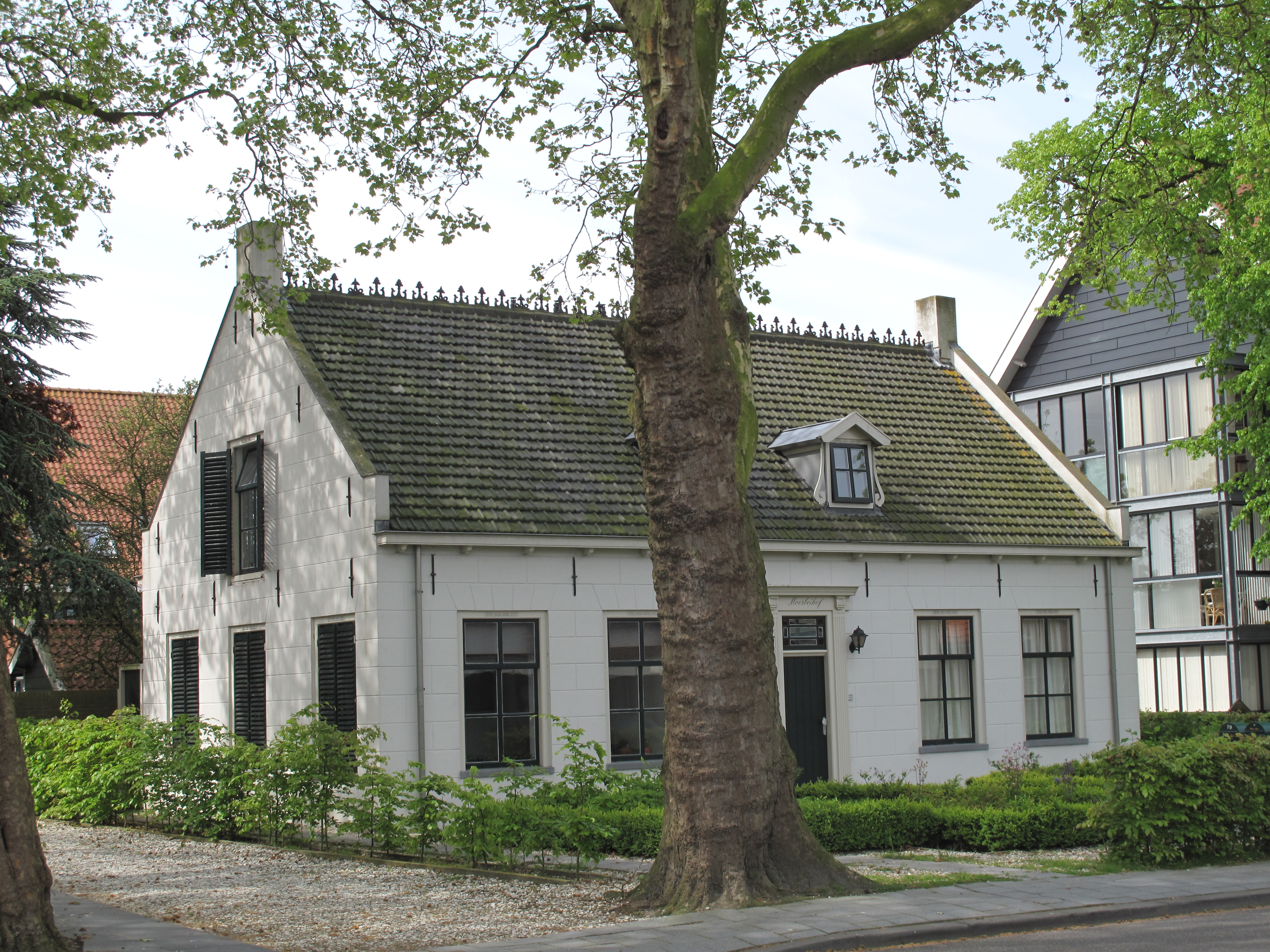
Krabbendijke: edificio classificato come rijksmonument nella Dorpsstraat

Krabbendijke (in zelandese: Krab'ndieke) è un villaggio di circa 4.400 abitanti del sud-ovest dei Paesi Bassi, facente parte della provincia della Zelanda e situato nella regione di Zuid-Beveland Dal punto di vista amministrativo, si tratta di un'ex-comune, dal 1970 ingobato nella municipalità di Reimerswaal.

## Geografia fisica
Krabbendijke si trova nella parte orientale della regione di Zuid-Beveland, a sud-est di Yerseke e ad est di Kruiningen..

## Origini del nome
Il toponimo Krabbendijke, attestato anticamente come Crabbendic (1187), Crabbendijc (1189), e Crabbendyc (1340), è composto dal termine dic, che significa "diga" (ol. dijk), e dal termine krabben, che potrebbe significare "granchi" oppure fare riferimento ad una persona di nome Crabbe.

## Storia

### Dalla fondazione ai giorni nostri
Nel 1187, venne menzionata per la prima volta la signoria di Krabbendijke.
Nel 1816, il territorio comunale di Krabbendijke incorporò anche quello del comune di Nieuwlande.

### Simboli
Lo stemma di Krabbendijke è formato da tre righe orizzontali ondulate di colore nero e da due righe orizzontali ondulate di colore bianco, sulle quali sono raffigurate tre conchiglie.
Questo stemma è attestato per la prima volta nella Cronaca della Zelanda del 1693. Le sue origini non sono note.

## Monumenti e luoghi d'interesse
Krabbendijke vanta 4 edifici classificati come rijksmonumenten.

### Architetture religiose

#### Chiesa protestante
Principale edificio religioso di Krabbendijke è la chiesa protestante, costruita nel 1924 su progetto dell'architetto H. Onvlee.

### Architetture civili

#### Mulino De Rozeboom
Altro edificio degno di nota è il mulino De Rozeboom, un mulino a vento risalente al 1862.
|  |

## Società

### Evoluzione demografica
Al censimento del 31 dicembre 2016, Krabbendijke conta una popolazione pari a 4.371 persone, di cui 2.208 erano donne e 2.163 erano uomini.
La località ha conosciuto quindi un lieve calo demografico rispetto al 2015, quando contava 4.391 persone (di cui 2.223 erano donne e 2.168 erano uomini).

## Geografia antropica

### Suddivisioni amministrative
Buurtschappen
- Roelshoek

Un tempo faceva parte del villaggio anche la buurtschap di Oostdijk.

## Sport
- La squadra di calcio locale è il VV Krabbendijke[9]